# 4330 Vivaldi
A 4330 Vivaldi (ideiglenes jelöléssel 1982 UJ3) a Naprendszer kisbolygóövében található aszteroida. Freimut Börngen fedezte fel 1982. október 19-én.